# Aloysius Franciscus Xaverius Luyben

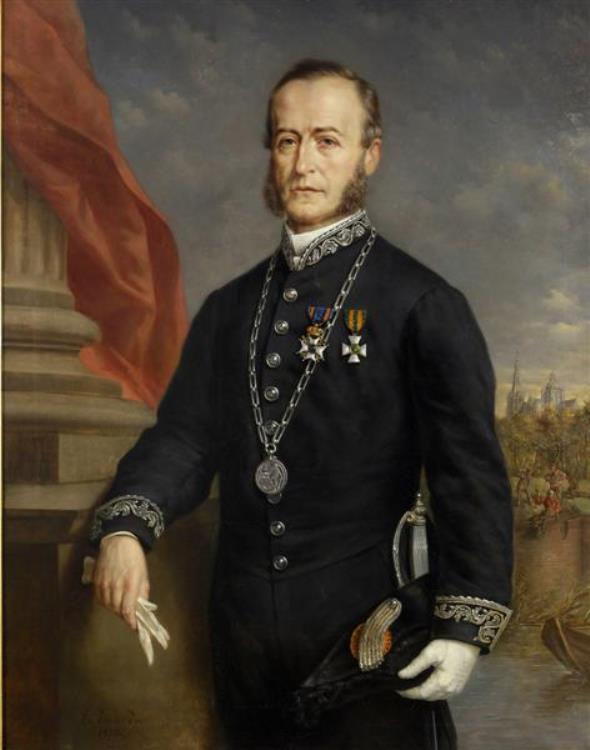
Aloysius Franciscus Xaverius Luyben (Gemälde von Emmanuel Adrianus Henricus van der Ven)

Aloysius Franciscus Xaverius Luyben (* 26. Januar 1818 in ’s-Hertogenbosch; † 9. Juni 1902 ebenda) war ein niederländischer Kolonialbeamter und konservativ-katholischer Politiker, der unter anderem von 1859 bis 1868 Mitglied der Zweiten Kammer der Generalstaaten (Tweede Kamer der Staten-Generaal) sowie 1868 Minister für Angelegenheiten des römisch-katholischen Gottesdienstes im Kabinett van Zuylen van Nijevelt war. Er war zwischen 1869 und 1880 mit kurzen Unterbrechungen erneut Mitglied der Zweiten Kammer sowie von 1874 bis 1880 Bürgermeister von ’s-Hertogenbosch. Im Anschluss war er zwischen 1880 und 1883 zunächst Richter am Bezirksgericht (Arrondissementsrechtbank) ’s-Hertogenbosch sowie von 1883 bis 1893 Richter am Berufungsgericht (Gerechtshof) ’s-Hertogenbosch.

## Leben

### Mitglied der Zweiten Kammer und Minister für Angelegenheiten des römisch-katholischen Gottesdienstes
Aloysius Franciscus Xaverius Luyben stammte aus einer bekannten Bosschen Brauereifamilie und war der Sohn von Johannes Luyben, der ebenfalls Mitglied sowie zwischen 1843 und 1844 Vorsitzender der Zweiten Kammer der Generalstaaten war. Nach dem Tode seines Vaters am 15. September 1859 wurde er als konservativer am 31. Oktober 1859 erstmals Mitglied der Zweiten Kammer der Generalstaaten (Tweede Kamer der Staten-Generaal), des Unterhauses des Parlaments der Niederlande (Generalstaaten), und vertrat in diesem mit einer kurzen Unterbrechung (1. Oktober bis 19. November 1866) bis zum 3. Januar 1868 den Wahlkreis ’s-Hertogenbosch. In dieser Zeit war er von Februar 1866 bis Mai 1866 Mitglied der Zentralabteilung  der Zweiten Kammer der Generalstaaten. Er stimmte im September 1866 gegen den vom Abgeordneten Levinus Wilhelmus Christiaan Keuchenius eingebrachten Antrag, in dem dieser den Rücktritt von Kolonialminister Pieter Mijer wegen dessen Ernennung zum Generalgouverneur von Niederländisch-Indien missbilligte.  Im November 1866 wurde er ohne Erfolge als Dritter Vorsitzender der Ersten Kammer nominiert. 1867 stimmte er für den letztlich abgelehnten Haushalt des Außenministeriums und wurde im September 1867 erfolglos für das Amt des Vorsitzenden der Ersten Kammer vorgeschlagen. Nach dem Tode von Eduard Joseph Hubert Borret am 10. November 1867 wurde ihm das Amt des Justizministers angeboten, was er allerdings ablehnte. 1868 wurde er ferner für seine Ernennung zum Richter am Obersten Gerichtshof (Hoge Raad der Nederlanden) empfohlen, aber nicht angenommen.
Am 15. Januar 1868 wurde Luyben als Minister für Angelegenheiten des römisch-katholischen Gottesdienstes (Minister voor de Zaken der Rooms-Katholieke Eredienst) in das Kabinett van Zuylen van Nijevelt berufen und bekleidete dieses Ministeramt bis zum Ende der Amtszeit des Kabinetts am 4. Juni 1868. Am 20. September 1869 wurde er wiederum Mitglied der Zweiten Kammer und vertrat dort nunmehr mit einer Unterbrechung (10. Dezember 1873 bis 26. Februar 1874) den Wahlkreis Breda. Bei den Wahlen 1869 setzte er sich gegen den Liberalen Petrus Joannes Jacobus Hollingerus Pijpers durch. Er gehörte zwischen April und Juni 1871 erneut der Zentralabteilung der Zweite Kammer als Mitglied an. Innerhalb der römisch-katholischen Abgeordneten gehörte er zu den Konservativen im Gegensatz zum liberalen Flügel der sogenannten Papo-liberalen um Abgeordnete wie Charles Antoine de Bieberstein Rogalla Zawadsky, Johannes Hendricus Hubertus de Poorter und Paul Therèse van der Maesen de Sombreff. Bei den Wahlen 1873 besiegte er sowohl den Liberalen Norbertus Reinerus Henricus Guljé als auch den antirevolutionären Kandidaten Matthias Margarethus van Asch van Wijck. 1873, 1874 und 1879 wurde er jeweils ohne Erfolg für die Funktion als Vorsitzender der Zweiten Kammer nominiert.

### Bürgermeister von ’s-Hertogenbosch und Richter
Als Nachfolger von Eduard Joseph Corneille Marie de Kuijper wurde Luyben durch Königlichen Erlass vom 10. November 1874 zum Bürgermeister von ’s-Hertogenbosch ernannt und bekleidete dieses Amt vom 1. Dezember 1874 bis 1. Juli 1880, woraufhin Henricus Ferdinandus Maria van Lanschot ihn ablöste. Neben seiner Tätigkeit als Bürgermeister wurde er 1876 auch Vorstandsvorsitzender der dortigen Königlichen Schule für Gebrauchs- und Bildende Kunst (Koninklijke School voor Nuttige en Beeldende Kunsten), der späteren Koninklijke Academie voor Kunst en Vormgeving, sowie Zweiter Vorsitzender der Gesellschaft der Künste und Wissenschaften der Provinz Nordbrabant (Provinciaal Genootschap van Kunsten en Wetenschappen in Noord-Brabant).
Bei den Wahlen zur Zweiten Kammer 1877 konnte Luyben sich unter anderem gegen den antirevolutionären Alexander de Savornin Lohman durchsetzen. Er wurde ferner durch einen Königlichen Erlass 1877 zum Staatsrat im außerordentlichen Dienst (Staatsraad in buitengewone dienst) im Staatsrat (Raad van State) ernannt und bekleidete diese Funktion bis zu seinem Tode am 9. Juni 1902. Durch einen Königlichen Erlass vom 13. Februar 1881 wurde er zum Mitglied des Staatsrates ernannt, allerdings wurde dieser Königliche Erlass auf seinen Wunsch zurückgezogen. Nach Beendigung seiner Amtszeit als Bürgermeister wurde Aloysius Franciscus Xaverius Luyben am 1. Juli 1880 Richter am Bezirksgericht (Arrondissementsrechtbank) ’s-Hertogenbosch und bekleidete diese Funktion bis zum 1. April 1883. Am 1. April 1883 wurde er zum Richter am Berufungsgericht (Gerechtshof) ’s-Hertogenbosch berufen und gehörte diesem zehn Jahre lang bis zum 16. März 1893 an. Nach seinem Tode am 9. Juni 1902 wurde er am 13. Juni 1902 auf dem Friedhof von Orthen, einem Stadtviertel von ’s-Hertogenbosch beigesetzt.